# Caudiès-de-Fenouillèdes
Caudiès-de-Fenouillèdes település Franciaországban, Pyrénées-Orientales megyében. Lakosainak száma 585 fő (2022. január 1.). Caudiès-de-Fenouillèdes Bugarach, Camps-sur-l’Agly, Puilaurens, Saint-Louis-et-Parahou, Prugnanes, Saint-Paul-de-Fenouillet, Fosse és Fenouillet községekkel határos.

## Földrajz

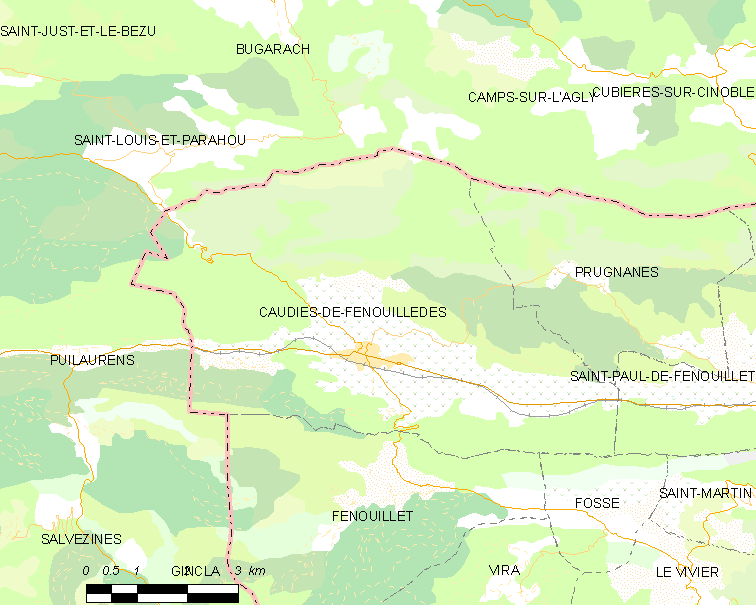
Caudiès-de-Fenouillèdes és környéke

## Népesség
A település népességének változása:
| Lakosok száma | 645  | 635  | 641  | 618  | 614  | 603  | 593  | 589  | 585  |
|               | 2013 | 2015 | 2016 | 2017 | 2018 | 2019 | 2020 | 2021 | 2022 |